# Bhutajana
Bhutajana là một chi bọ cánh cứng trong họ Chrysomelidae.
Chi này được Scherer miêu tả khoa học năm 1979.

## Các loài
Các loài trong chi này gồm:
- Bhutajana metallica Scherer, 1979
- Bhutajana nepalensis Scherer, 1989